# Tima die Göttliche

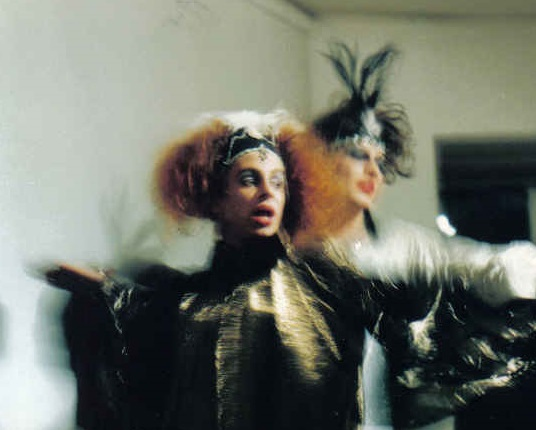
Soirée de tournage du film d'Anita Berbe en 1987 : Tima et BeV interprètent la chanson Money, Money de la comédie musicale Cabaret

Tima die Göttliche, également connue sous le nom de Timo Lewandovsky, est une artiste allemande née à Munich le 30 décembre 1965. Active sur la scène queer berlinoise depuis les années 1980, elle se définit comme une Polit-Tunte (litt : tantouze politique) et s'est engagée très tôt dans la lutte contre le VIH/Sida et la sérophobie.

## Biographie
Couturière de formation, Tima arrive à Berlin-Ouest en 1983 et est employée comme stagiaire au département des costumes du Theater des Westens, un théâtre consacré principalement à l'opérette et aux comédies musicales.
C'est en 1985 que son personnage de Tima die Göttliche (litt : Tima la Divine) voit le jour dans l'environnement du SchwuZ, le premier club gay de Berlin-Ouest. Tima fonde avec Melitta Poppe, Chou-Chou de Briquette, Melitta Sundström, Ichgola Androgyn et Pepsi Boston un ensemble de travestis appelé « Ladies Neid » (litt : L'envie des Dames) qui, en plus de ses représentations artistiques, s'engage politiquement dans la lutte contre le VIH/Sida et la sérophobie.
Tima joue dans plusieurs films du réalisateur queer Rosa von Praunheim, et notamment en 2002 dans Tunten lügen nicht (litt : Les tantouzes ne mentent pas), où elle se fait connaître du grand public.
Depuis 1984, Tima se produit sur scène, joue au théâtre, chante, écrit ses propres pièces, chansons, poèmes et nouvelles et les met en scène. En outre, elle confectionne elle-même nombre de ses costumes, organise des défilés de mode extravagants et gère une boutique de location de costumes.
Depuis 2002, elle participe également à des expositions d'art en y présentant des personnages en costumes d'époque. Pour l'exposition organisée à l'occasion du 70e anniversaire de Rosa von Praunheim, elle créé une poupée grandeur nature de Charlotte von Mahlsdorf (qui se trouve aujourd'hui au théâtre O-Tonart) ainsi que celles des quatre membres du groupe de Polit-Tunte Les Tuxx : Ovo Maltine, Ichgola Androgyn, BeV StroganoV et elle même.
En raison du rôle principal qu'elle tient dans la série télévisée Berlin Bohème, elle est également répertoriée dans le Lexikon der deutschen Soaps de Jovan Evermann, un dictionnaire qui recense l'ensemble des noms propres liés aux Soap opera allemands.
Le 27 octobre 2004, Tima fête ses 20 ans de scène lors d'une grande revue à la UfaFabrik de Berlin.
En 2007, elle participe à la réalisation du décor du festival Christian Knorr von Rosenroth à Sulzbach-Rosenberg et joue le rôle de Mars dans la pièce Die Vermählung des Phoebus und der Pallas. Après d'autres rôles dans Schillernde Jungfrau et Rapunzel, elle joue en 2015 la soubrette Ludmilla Romanova dans la pièce Pension Schöller du théâtre Volksbühne Michendorf.

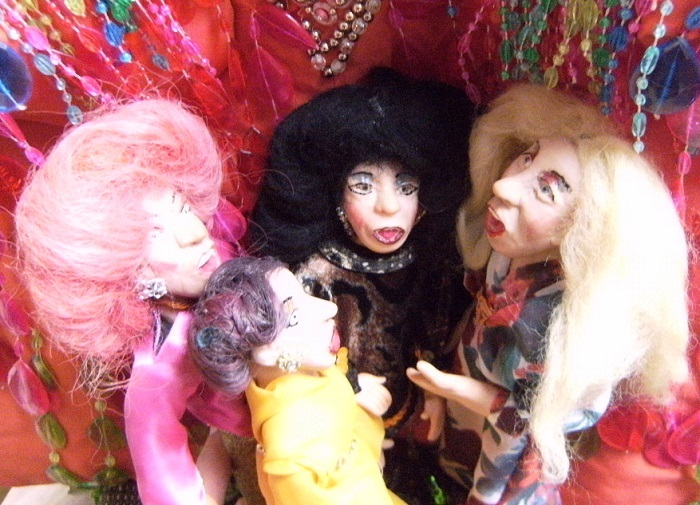
Les drag queens de Tima : Ovo Maltine, Tima (en jaune), BeV et Ichgola

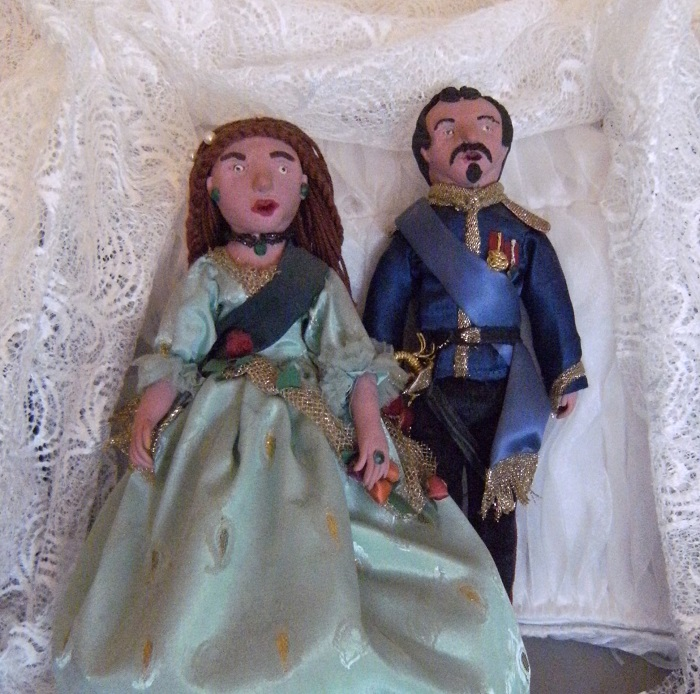
Les poupées Sissi de Tima inspirées par le film Ludwig's Lust de 1986

## Filmographie (sélection)

### Films
- Ein Virus kennt keine Moral de Rosa von Praunheim (1985)
- Ludwigs Lust d'Eckhard Pohlmann (1986)
- Anita – Tänze des Lasters de Rosa von Praunheim (1987)
- Narziss und Echo de Michael Brynntrup (1989)
- Ich bin meine eigene Frau de Rosa von Praunheim (1991)
- Plötzlich und unerwartet de Michael Brynntrup (1993)
- Neurosia – 50 Jahre pervers de Rosa von Praunheim (1995)
- Der Einstein des Sex de Rosa von Praunheim (1999)
- Zutaten für Träume (2000)
- Tunten lügen nicht de Rosa von Praunheim (2002)

### Série
- Berlin Bohème (1999–2006)